# Asamblea Provincial de Baluchistán
La Asamblea Provincial de Baluchistán (en urdu: صوبائی اسمبلی بلوچستان) es una legislatura unicameral de representantes elegidos en la Provincia de Baluchistán, y está localizado en Quetta, la capital de la provincia. Fue establecido bajo el Artículo 106 de la Constitución del Pakistán. La Asamblea posee 51 miembros elegidos de forma directa de la Asamblea Provincial, representando circunscripciones de cada distrito, así como 11 escaños reservados para mujeres y 3 para no-musulmanes. Jam Kamal Khan es el ministro en Jefe de la Asamblea Provincial de Baluchistán.

## Lista de voceros
| Nombre                                 | Inicio     | Término    | Partido político |
| -------------------------------------- | ---------- | ---------- | ---------------- |
| Sardar Muhammad Khan Barozoi           | 02-05-1972 | 06-12-1976 | NAP              |
| Al-Haj Mir Mermelada Ghulam Qadir Khan | 06-12-1976 | 05-07-1977 | NAP              |
| Muhammad Sarwar Khan Kakar             | 06-04-1985 | 02-12-1988 | IND              |
| Sardar Muhammad Khan Barozoi           | 02-12-1988 | 04-02-1989 | PPP              |
| Mehr Muhammad Akram Baloch             | 05-02-1989 | 24-04-1990 | BNA              |
| Mir Zahoor Hussain Khan Khosa          | 31-05-1990 | 17-11-1990 | BNA              |
| Malik Sikandar Khan Defiende           | 17-11-1990 | 19-10-1993 | JUI-F            |
| Abdul Waheed Baloch                    | 19-10-1993 | 21-02-1997 | BNM              |
| Mir Abdul Jabbar Khan                  | 21-02-1997 | 12-10-1999 | JWP              |
| Jamal Shah Kakar                       | 29-11-2002 | 08-04-2008 | MMA              |
| Aslam Bhutani                          | 08-04-2008 | 26-12-2012 | PML              |
| Matiullah Agha                         | 31-12-2012 | 04-06-2013 | MMA              |
| Jan Mohammad Jamali                    | 04-06-2013 | 22-05-2015 | PML-N            |
| Rahila Durrani                         | 24-12-2015 | 16-08-2018 | PML-N            |
| Abdul Quddus Bizenjo                   | 16-08-2018 | Presente   | BAP              |